# Выборы в Сфатул Цэрий (1917)
Непрямые выборы в парламент Молдовы (Сфатул Цэрий) состоялись в ноябре 1917 года. Члены были избраны различными конгрессами, советами, партиями и профессиональными и этническими организациями, существовавшими в Бессарабии после революции.

## Контекст
5 ноября  (23 октября по старому стилю) — 9 ноября (27 октября по старому стилю) 1917 года Совет солдат объявил автономию Бессарабии и призвал к избранию представительного органа, названного Сфатул Цэрий. Совет назначил количество представителей, выделенных каждой организации, а также фиксированный этнический состав, значительно отличающийся от того, который был зарегистрирован в предыдущих переписях Российской империи. Из 150 членов диктатуры Сфатул Цэрий 105 были молдаванами, 15 украинцами, 13 евреями, 6 русскими, 3 бессарабскими болгарами, 2 бессарабскими немцами, 2 гагаузами, 1 поляком, 1 армянином, 1 греком, 1 неизвестный.

## Избранные депутаты
Обновленный список депутатов, избранных в 1917 году, см. Сфатул Цэрий.

## Ход событий
Первое заседание Сфатул Цэрий состоялось 4 декабря (21 ноября по старому стилю) 1917 года и избрало Иона Инкулеца председателем молдавского парламента. 21 декабря (8 декабря по старому стилю) 1917 года Сфатул Цэрий избрал главой правительства Пантелеймона Ерхана с девятью членами и Пантелеймоном Ерханом в качестве председателя правительства и главы генерального совета по сельскому хозяйству. После долгих переговоров 15 декабря (2 декабря по старому стилю) 1917 года, Сфатул Цэрий провозгласил Молдавскую Демократическую Республику во главе с Ионом Инкулецом как президентом.